# Лица Москвы
«Московская энциклопедия: Лица Москвы» (2007—2014) — справочно-энциклопедическое издание, вышедшее в 2007—2014 годах в шести книгах тиражом 10 000 экземпляров. Содержит более 11 тысяч биографических статей об известных людях, связанных с Москвой. Изначально задумывалось как 1-й том двухтомного издания «Московская энциклопедия». Главный редактор издания — С. О. Шмидт.

## Описание
Издание «Лица Москвы» содержит биографические статьи об известных москвичах и людях, оставивших заметный след в истории города. Представлены статьи только об уже скончавшихся людях. Статьи написаны достаточно сжато. Многие статьи содержат иллюстрации, некоторые из которых опубликованы впервые. Приводятся сведения об адресах проживания и месте захоронения.

## История
1 ноября 2000 года «в целях более глубокого освещения исторических событий, связанных с Москвой, полноценного отражения происходящих изменений в экономической, социально-культурной жизни и облике города за последние годы» мэр Москвы Юрий Лужков подписал распоряжение об издании «Московской энциклопедии». В отличие от однотомных изданий энциклопедии «Москва» 1980 и 1997 годов, «Московская энциклопедия» должна была иметь бо́льший объём и иную структуру. Согласно постановлению 2006 года, первый том «Московской энциклопедии» под названием «Лица Москвы» должен был включать 3 книги и содержать биографические статьи. Второй том под названием «Образ Москвы в прошлом и настоящем» должен был состоять из двух книг и содержать информацию об истории, культуре, городском хозяйстве, природе и так далее. Планировался также выход мультимедиа версии «Московской энциклопедии» на CD. Председателем редакционного совета по выпуску энциклопедии стал Ю. М. Лужков, заместителями — В. Ю. Виноградов, В. М. Платонов, В. И. Ресин, Л. И. Швецова и С. О. Шмидт.
Первая книга «А—З» издания «Лица Москвы» вышла в 2007 году к 860-летию Москвы. Вторая книга «И—М» была представлена в 2009 году. Если над первой книгой работали около 200 авторов, то над второй — уже 300. Согласно планам 2009 года, «Лица Москвы» должны были включать 4 книги, а «Образ Москвы в прошлом и настоящем» — ещё 5, включая подробный атлас города. К 2012 году были изданы оставшиеся книги «М—Р», «Р—Т» и «У—Я». В сентябре 2012 года по инициативе С. О. Шмидта было принято решение об издании дополнительной книги с биографиями людей, по разным причинам не попавшими в основные 5 книг. Шестая книга вышла в 2014 году.
В 2014 году был открыт сайт mosenc.ru, содержавший электронную версию энциклопедии «Лица Москвы». Через два года энциклопедические статьи были перемещены на портал «Лик России» (faceruss.ru или rufaces.ru). По состоянию на 2020 год, все 3 сайта недоступны, либо заменены другими.

## Книги
- Московская энциклопедия. Том I. Лица Москвы. Книга 1. А—З. — М.: «Москвоведение», 2007. — 640 с.
- Московская энциклопедия. Том I. Лица Москвы. Книга 2. И—М. — М.: «Московские энциклопедии», 2008. — 623 с.
- Московская энциклопедия. Том I. Лица Москвы. Книга 3. М—Р. — М.: «Московские энциклопедии», 2010. — 639 с.
- Московская энциклопедия. Том I. Лица Москвы. Книга 4. Р—Т. — М.: «Московские учебники», 2012. — 695 с.
- Московская энциклопедия. Том I. Лица Москвы. Книга 5. У—Я. — М.: «Московские учебники», 2012. — 639 с.
- Московская энциклопедия. Том I. Лица Москвы. Книга 6. А—Я. Дополнения. — М.: «Московские учебники», 2014. — 671 с.